# 第47屆坎城影展
第47屆坎城影展於1994年5月12日（法國當地時間）至5月23日於法國坎城節慶宮舉行。本屆評審團主席是美國演員克林·伊斯威特，金棕櫚獎則由美國導演昆汀·塔倫提諾獲得。
本屆坎城影展開幕片是柯恩兄弟執導《金錢帝國》，閉幕片是約翰·華特斯執導《瘋狂殺手俏媽咪》。

## 主競賽評審
- 克林·伊斯威特：導演、演員（評審團主席）
- 凱撒琳·丹尼芙：演員（副主席）
- 普皮·艾瓦帝（英语：Pupi Avati）：導演
- 吉列爾莫·卡布雷拉·因凡特（英语：Guillermo Cabrera Infante）：作家
- 石黑一雄：作家
- 亞歷山大・凱伊達諾夫斯基（英语：Alexander Kaidanovsky）：演員
- 莫瑞-弗朗斯瓦·莱克勒（法语：Marie-Françoise Leclère）：編劇
- 申相玉：導演、電影監製
- 拉羅·斯齊弗林（英语：Lalo Schifrin）：鋼琴家、配樂
- 艾倫·戴基昂（英语：Alain Terzian）：電影監製

## 官方單元

### 正式競賽片
以下電影參與角逐金棕櫚獎：
| 中文片名             | 原文片名                           | 導演                  | 製作國               |
| -------------------- | ---------------------------------- | --------------------- | -------------------- |
| 《活著》             | 《活著》                           | 張藝謀                | 中国                 |
| 《艾西亞與黃金母雞》 | Курочка Ряба                       | 安德烈·康查洛夫斯基   | 俄羅斯               |
| 《山間巴爾南波》     | Barnabo delle montagne             | 馬力歐·布蘭塔         | 義大利、 法國、 瑞士 |
| 《峰途路轉》         | The Browning Version               | 麥克·費吉斯           | 英国                 |
| 《金錢帝國》         | The Hudsucker Proxy                | 喬爾·柯恩             | 美国                 |
| 《紅色情深》         | Trois couleurs: Rouge              | 克里斯多夫·奇士勞斯基 | 法國、 波蘭、 瑞士   |
| 《烈日灼身》         | Утомлённые солнцем                 | 尼基塔·米亥科夫       | 俄羅斯、 法國        |
| 《橄欖樹下的情人》   | زیر درختان زیتون                   | 阿巴斯·奇亞羅斯塔米   | 伊朗                 |
| 《獨立時代》         | 《獨立時代》                       | 楊德昌                | 臺灣                 |
| 《親愛日記》         | Caro diario                        | 南尼·莫瑞提           | 義大利               |
| 《黑色追緝令》       | Pulp Fiction                       | 昆汀·塔倫提諾         | 美国                 |
| 《累的要命》         | Grosse Fatigue                     | 米歇爾·布朗           | 法國                 |
| 《色情酒店》         | Exotica                            | 艾騰·伊格言           | 加拿大               |
| 《派克夫人的情人》   | Mrs. Parker and the Vicious Circle | 艾倫·魯道夫           | 美国                 |
| 《我自己》           | സ്വം                                 | 沙紀·N·卡倫           | 印度                 |
| 《愛國者》           | Les patriotes                      | 艾力克·羅尚           | 法國                 |
| 《幽國車站》         | Una pura formalità                 | 朱賽貝·托納多雷       | 義大利、 法國        |
| 《瑪歌皇后》         | La Reine Margot                    | 巴提斯·謝侯           | 法國                 |
| 《不夜城皇后》       | La reina de la noche               | 奧圖魯·利普斯坦       | 墨西哥               |
| 《米鄉之民》         | អ្នកស្រែ                              | 潘禮德                | 柬埔寨               |
| 《難忘的夏天》       | O vară de neuitat                  | 路西安·品特萊         | 羅馬尼亞、 法國      |
| 《地鐵裡的小提琴家》 | Le joueur de violon                | 查理·范·丹摩          | 法國、 比利时        |
| 《妓女們》           | Le buttane                         | 奧萊里歐·葛林馬蒂     | 義大利               |

## 獎項

### 正式競賽單元
- 金棕櫚獎：《黑色追緝令》 - 昆汀·塔倫提諾
- 評審團大獎：
  - 《活著》 - 張藝謀
  - 《烈日灼身》 - 尼基塔·米亥科夫
- 最佳導演獎：南尼·莫瑞提- 《親愛日記（義大利語：Caro diario）》
- 評審團獎：《瑪歌皇后》 - 巴提斯·謝侯
- 最佳男演員獎：葛優 - 《活著》
- 最佳女演員獎：薇娜·莉絲 - 《瑪歌皇后》
- 最佳劇本獎：《累的要命（法语：Grosse Fatigue）》 - 米歇爾·布朗

### 會外獎項
- 費比西國際影評人獎：
  - 正式競賽單元：《色情酒店（英语：Exotica (film)）》 - 艾騰·伊格言
  - 一種注目單元：《巴布瓦迪市（英语：Bab El-Oued City）》 - 馬札克·阿洛維奇（英语：Merzak Allouache）
- 高等技術大獎(特效)：Pitof - 《累的要命（法语：Grosse Fatigue）》

## 外部連結
- 坎城影展官方網站 （页面存档备份，存于）